# 河原久
河原 久（かわはら ひさし、1930年（昭和5年） – 不明）は、日本の実業家。

## 略歴
1930年、兵庫県に出生。1953年、神戸市外国語大学を卒業し、山一證券入社。1975年、山一インターナショナル・アメリカ社長。1986年、UBSフィリップス・アンド・ドリュー証券(USB・ウォーバーグ証券)取締役最高顧問。1990年、ウォーバーグ投信(メリルリンチ・インベストメント・マネジャーズ→現ブラックロック)取締役会長兼社長。2002年、明治大学大学院商学研究科博士後期課程修了。このときの論文が後に『山一証券失敗の本質』（PHP）として出版された。